# Campamento romano de La Cerca
El yacimiento de La Cerca es un antiguo oppidum celtibero y campamento romano situado en el paraje de las Navas, cerca de Aguilar de Anguita, en el término municipal de Anguita, al noreste de la provincia de Guadalajara, en la comunidad de Castilla-La Mancha, España.

## Descripción
El campamento se encuentra ocupando los puntos dominantes de un cerro amesetado, con una extensión de 12 ha. La situación estratégica es incuestionable, domina el río Tajuña, cubriendo la comunicación del valle de este río con el Tajo, y dominando la separación de vertientes entre el Tajo y el Jalón; al norte cubre la comunicación con la Sierra Ministra, encontrándose a un día de marcha de Segontia y enclavado en territorio de los Lusones, si bien, según buena parte de los investigadores actuales, así como un clásico de la talla de Bosch Gimpera, son de la opinión de que se trataba de territorio Arévaco, al igual que Segontia.
Como tantos otros yacimientos de las provincias de Soria y Guadalajara, fue Enrique Aguilera y Gamboa, XVII Marqués de Cerralbo el descubridor y quien inició a principios del siglo XX los primeros trabajos.

## Hipótesis de uso
Ante la imposibilidad del manejo de las fuentes arqueológicas, conociendo las características de los trabajos de Cerralbo, Schülten expresó una serie de hipótesis sobre el posible papel histórico del campamento:
- Pertenecería al tiempo de Catón en el 195 a. C., cuando inicia una marcha desde el Ebro, subiendo posiblemente del valle del Jalón contra Segontia.
- Para su colaborador el general Lammerer, el campamento es de la época en que los romanos avanzaban por el valle del Jalón, cuando todavía no tenían conquistadas las tierras de Ocilis. Actualmente, esta tesis es defendida por Morillo Cerdán,[3] refiriéndose al ataque que organizara Claudio Marcelo sobre la ciudad de Ocilis (presumiblemente,[4] la actual Medinaceli).

- También podría pertenecer a la primera guerra celtíberica 181 a. C.|181-179 a. C. En esta época se ataca a los Lusones, en cuyo territorio se encuentra probablemente el campamento.
- Pertenece a la época de las últimas luchas con los Carpetanos.

La hipótesis del cerco de Sigüenza, ha tenido más resonancia en detrimento de las otras, al referirse Tito Livio textualmente a un intento de toma al asalto.
- Las recientes excavaciones aún no finalizadas llevadas a cabo por arqueólogos de la Universidad de Toulouse verifican que el lugar fue, anteriormente, una ciudad celtíbera.[6]